# 玉割り人ゆき
『玉割り人ゆき』（たまわりにんゆき）は、1975年公開の日本映画。潤ますみ主演・牧口雄二監督。東映京都撮影所製作。R−18作品。原作は劇画『玉割り人ゆき』（原作・三木孝祐、作画・松森正）。
『札幌・横浜・名古屋・雄琴・博多 トルコ渡り鳥』（芹明香主演・関本郁夫監督）ともう1本の3本立てで封切り公開された。

## あらすじ
昭和初期の京都島原。廓に売られてきた未通女に性技を仕込む玉割り人・ゆき。廓の掟を冷徹に教えていたゆきが、アナーキストの森に出会って恋に落ち、捨てたはずの女の性に戸惑う。

## 概要
本作は1960年代後半から東映ポルノを推進していた当時の東映社長・岡田茂が、1973年頃から東映京都撮影所（以下、東映京都）で作らせた「500万（製作費）ポルノ」「東映ニューポルノ」の一本である。下番線用の低予算ポルノであったが、岡田が本作を激賞し、岡田社長の"鶴の一声"で、三本立ての全国封切り公開に昇格した。監督の牧口雄二は"70年代の東映京都が生んだ最後の新人監督"と呼ばれ本作に於ける叙情とエログロの合わせ技を岡田から高く評価され、以降次々と監督作品を発表した。

## 製作

### 原作
原作漫画は三木孝祐作、松森正画による同名作品であるが、有名漫画に便乗して映画化という通常と違い、漫画本は誰も見たことがないといわれる程知られていないという珍しいパターンである。1975年当時は漫画原作映画ブームがあり、原作漫画は『プレイコミック』（秋田書店）で1974年11月に連載が始まるとすぐに映画化権を東映が買い、半年後に映画公開という青田買いだった。しかし『プレイコミック』の知名度の低さも災いし、映画公開中に秋田書店から単行本1巻が出版されたが、2巻は出版されず、その後も続巻は出なかった。1978年エロ劇画ブームに便乗して未収録分を再構成した雑誌別冊が「娼妓指南 玉割り人ゆき」というタイトルで他社から刊行された。映画はこの原作漫画とほとんど設定が同じといわれる。

### 撮影
巻頭のゆきと森が出会うシーンは実際に島原でロケを行っている。ゆきの傘の柄に"二人司町ゆき"と島原大門近くに実際にある地名が彫り込まれている。ロケ以外の屋内シーンでは、低予算のため、ステージも建ててもらえず、東映京都に既にあるステージを借りた。深作欣二が撮影している大作映画の横で撮影を行った。ラストの電車内のシーンの椅子だけは作って欲しいと牧口が会社に頼み込んでセットを作ってもらった。主演の潤ますみが撮影当日に生理で、「乳首の色が悪いから撮影を止めて欲しい」と訴えたが、日数が厳しいのでドーランを乳首に塗って撮影した。潤は芝居が下手で、監督の牧口は演技指導にてこずったと話している。

### 音楽
音楽を担当した渡辺岳夫は、本作から始まる牧口との"東映ポルノ"シリーズで、劇中のBGMをマンドリン1本で通すなど、低予算を逆手に取ることで、作品のテーマである「官能」や「エロス」を巧みに表現している。当時の渡辺の作曲ギャラは通常だと50万円であったが、音楽予算は10万円しかなく、牧口が「先に画を見てください」と頼み、引き受けてもらえることになったが「作曲は自分の作業だから何とかなるけど、楽師は（ギャラを）まけてもらうことはできない」と言われたので、牧口の方から「マンドリン一つでやってもらえませんか」と頼んだ。

## 逸話
- "玉割り人"という職業は存在しないが[16]"玉割り"という言葉は京都にかつてあったという証言もある[16]。未熟な娼妓に性技を教え込む指導者は江戸時代より、一流の遊郭には存在し[2]、現在もソープランドに性技を教える指南役などの仕事はある。ただし、本作の"玉割り人"は更に足抜き（廓から娼妓が脱走すること）などの面倒事に関しての差配も行う[2]。
- 川谷拓三は、本作撮影当時はまだ通行人役などもやっていた[13]。牧口監督とは同じ苦労人で「名が出るようお互い頑張ろう」と励まし合ってきた無二の親友で、その牧口との友情でノーギャラ出演した[4][14][13]。川谷はこの後急激に人気が上がり、本作以降も牧口作品に数本ノーギャラで出演したが、忙しくて1時間しか撮影時間が取れないこともあったという[14]。
- 東映の社員監督である牧口雄二は、この後『徳川女刑罰絵巻 牛裂きの刑』(1976年)や『女獄門帖 引き裂かれた尼僧』（1977年）などのショッキングな映画群を世に出し、2年半の間に計9本の劇場用映画を監督した後[13]、テレビに転身し多くのテレビドラマを手掛けた。その後再評価が高まり、名画座で何度もリバイバル公開され全作がDVD化されている[4][12]。牧口は定年間際の1996年、東映Vシネマでセクシーなアクション時代劇『女郎蜘蛛』（大沢逸美主演）を撮影。本作は東映京都が東映ビデオと組んで自らの企画を製作したもので、宿場のオープンセットをこの作品のために建て、牧口も『玉割り人ゆき』の見せ場の一つである足抜きに対する局部切断を再現し、東映京都の意地を見せた[12]。東映京都はこの後Vシネ時代劇を製作することはなく『女郎蜘蛛』は東映唯一のVシネ時代劇となっている[12]。
- 『極道の妻たち 情炎』(2005年)や『探偵はBARにいる』(2011年)で東映のエース監督となった橋本一は、石井輝男、牧口雄二ら東映エログロ映画をリスペクトした『桜姫』(2013年)を製作している[12]。

## スタッフ
- 企画：三村敬三、奈村協
- 監督：牧口雄二
- 原作（劇画）：三木孝祐、松森正
- 脚本：田中陽造
- 撮影：塩見作治
- 音楽：渡辺岳夫
- 美術：堀池幸三
- 編集：玉木濬夫

## キャスト
- ゆき：潤ますみ
- はつえ：森崎由紀
- 森：大下哲矢
- 正夫：奈辺悟
- 六造：川谷拓三
- 万吉：北村英三
- 小園：八木孝子
- 千鶴：白川みどり
- 扇屋の娼妓：紅かおる
- 私服刑事：岩尾正隆